# Лопес, Дуглас
Дуглас Андреу Лопес Арая (исп. Douglas Andrey López Araya 21 сентября 1998, Алахуэла) — коста-риканский футболист, игрок сборной Коста-Рики.

## Карьера
Воспитанник клуба «Сантос де Гуапилес», за который он впервые сыграл в июле 2018 года. После нескольких лет выступлений за родную команду, Лопес в июне 2022 года подписал трехлетний контракт с одним из самых титулованных коллективов Коста-Рики «Эредиано».

### В сборной
За сборную Коста-Рики Дуглас Лопес дебютировал 30 марта в победном поединке отборочного турнира Чемпионата мира 2022 года против США (2:0). В начале ноябре стало известно, что хавбек вошел в окончательную заявку сборной на мундиаль в Катаре. Во всех трех матчах «тикос» на турнире оставался в запасе, ни разу не выйдя на поле. По итогам группового раунда Коста-Рика с одной победой заняла последнее место в своем квартете и прекратила борьбу на Чемпионате мира.